# Луис де Бомон, 2-й граф де Лерин

Луи́с де Бомо́н (исп. Luis de Beaumont; 1430 — 6 ноября 1508, Аранда, Сарагоса) — 2-й граф де Лерин, 1-й маркиз Уэски, коннетабль Наварры.

## Биография
Луис родился в 1430 году. Его отцом был Луис де Бомон, 1-й граф Лерин, и Хуана Наваррская, внебрачная дочь Карла III. Сначала Луис преуспевал благодаря междоусобицам, возникнувшим после гражданской войны на севере Испании. В 1462 году он сменил своего отца на посту графа Лерин.
Одно время он был убеждённым сторонником Фердинанда II Арагонского в борьбе последнего со своим зятем Филиппом I Кастильским. Тогда он стал главой так называемой «Бомонтской фракции». В договоре между наваррскими правителями и королём Фердинандом последний обещал прекратить военные действия против Наварры и Беарна; Луис де Бомон, в свою очередь, обязывался сдать несколько стратегически важных крепостей в обмен на новые земли в Гранаде. Однако, вскоре король нарушил договор: пытаясь восстановить королевскую власть на потерянных территориях, он встретился с сопротивлением графа Лерина. Несмотря на это, впоследствии владения Луиса де Бомона были конфискованы.
Как сообщается, в 1479 году Луис де Бомон убил Фелипе де Наварра, маршала королевства.
В декабре 1507 года армия численностью 10 тысяч солдат во главе с Чезаре Борджиа и Иоанном III Наваррским осадила Луиса де Бомона в замке в Виане в Наварре, так как он был союзником короля Фердинанда II. В ходе осады замка Чезаре Борджиа был убит.
В 1507 году Луис был обвинён в измене, лишён своих владений и приговорён к смерти, однако он сумел бежать в Арагон, где в 1508 году умер в Аранде.

## Семья
Луис был старшим из восьми детей Луиса де Бомона и его жены Хуаны Наваррской. Его брат Энрике был архидиаконом в Памплоне, брат Джульен был советником Карла Вианского, а брат Хуан — канцлер Наварры и настоятель Мальтийского ордена.
22 января 1468 года в Таррагоне Луис женился на Элеоноре Арагонской, незаконной дочери короля Хуана II. У них было четверо детей:
- Луис III де Бомон
- Фердинанд де Бомон
- Анна де Бомон, вышедшая замуж за Хуана де Мендоза, брата Диего Хурдадо де Мендоза, 2-го графа Каньете
- Каталина де Бомон

Также у него было три внебрачных сына:
- Пьер де Бомон
- Жан де Бомон
- Луис де Виана де Бомон